# Rock River (Illinois)

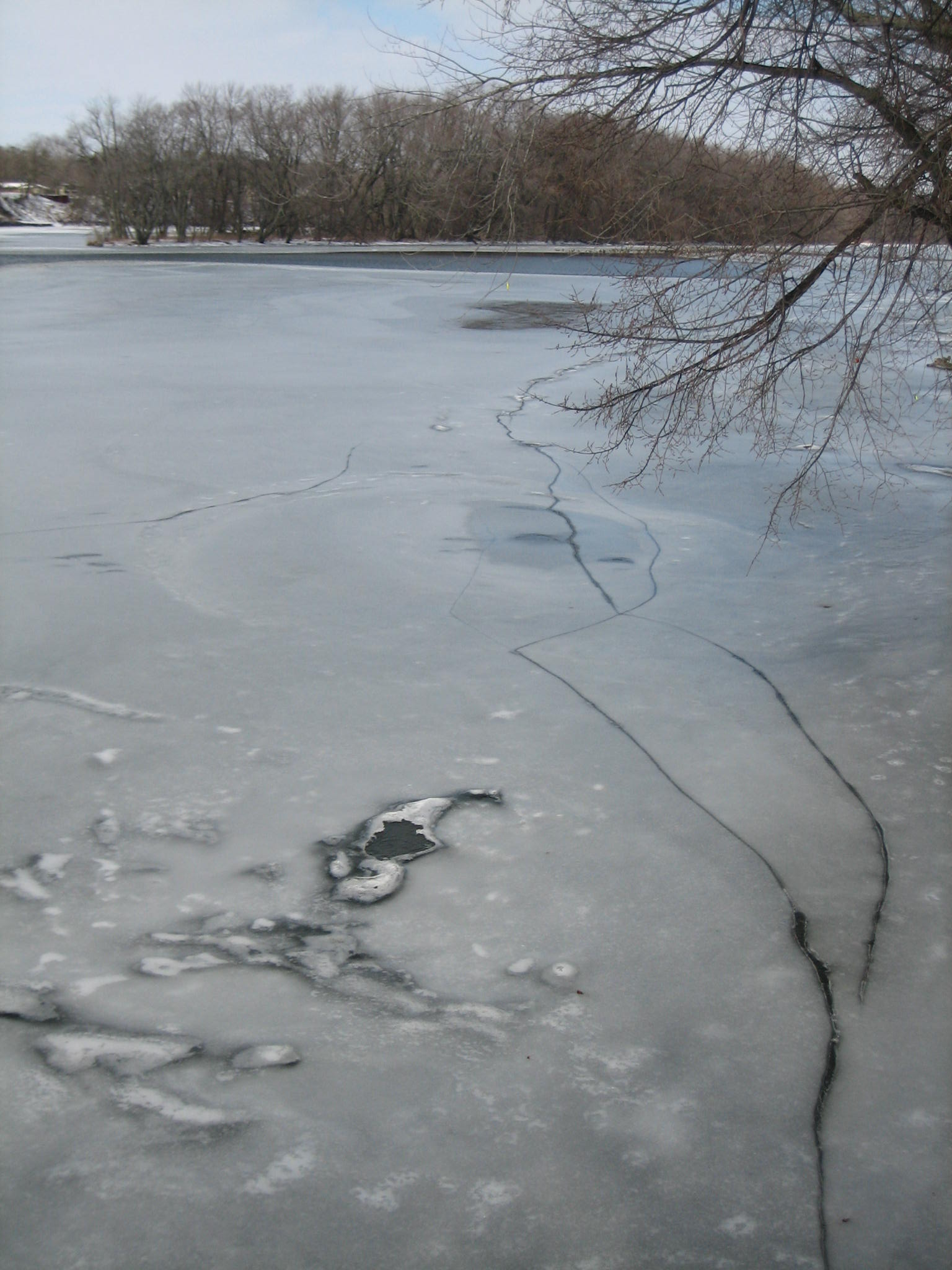
The frozen Rock River near Oregon, Illinois.

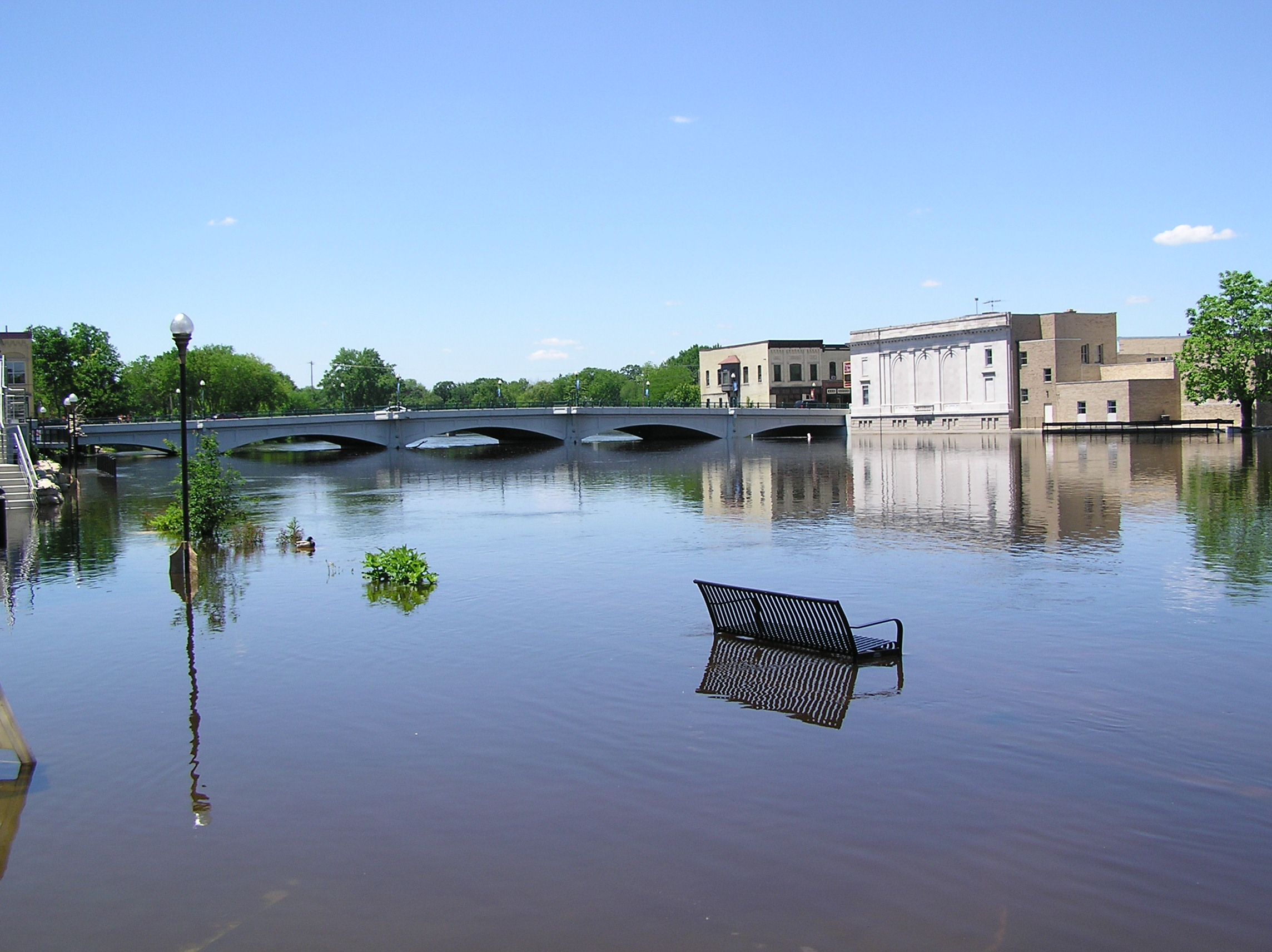
Overstroming van de Rock River in de binnenstad van Fort Atkinson, juni 2004, nabij Janesville

De Rock River is een zijrivier van de Mississippi en heeft een lengte van naar schatting 459 kilometer. De rivier stroomt door de Amerikaanse staten Wisconsin en Illinois.
Bij Rock Falls wordt de rivier bevaarbaar en uiteindelijk stroomt ze in de Mississippi bij Rock Island.

## Steden en plaatsen langs de rivier
De plaatsen staan in alfabetische volgorde:
- Coal Valley, Illinois
- Beloit, Wisconsin
- Byron, Illinois
- Dixon, Illinois
- Fort Atkinson, Wisconsin
- Horicon, Wisconsin
- Hustisford, Wisconsin
- Janesville, Wisconsin
- Jefferson, Wisconsin
- Loves Park, Illinois
- Lyndon, Illinois
- Machesney Park, Illinois
- Mayville, Wisconsin
- Milan, Illinois
- Moline, Illinois
- Oregon, Illinois
- Prophetstown, Illinois
- Rock Falls, Illinois
- Rock Island, Illinois
- Rockford, Illinois
- Rockton, Illinois
- Roscoe, Illinois
- South Beloit, Illinois
- Sterling, Illinois
- Theresa, Wisconsin
- Watertown, Wisconsin